# Обед в восемь
«Обед в восемь» (англ. Dinner at Eight) — кинофильм режиссёра Джорджа Кьюкора, снятый в 1933 году. Лента основана на пьесе Джорджа Кауфмана и Эдны Фербер. В списке 100 самых смешных американских фильмов (2000) по версии Американского института кино фильм занял 85-е место.

## Сюжет
Миллисент Джордан, жена владельца некогда успешной транспортной компании Оливера Джордана, решает устроить обед в честь знакомого английского лорда, приехавшего в Нью-Йорк. На вечеринку, которая должна состояться в следующую пятницу ровно в восемь, приглашены следующие лица: успешный бизнесмен Дэн Паккард, хвастун и забияка, задумавший воспользоваться критической ситуацией и прибрать компанию Джордана к рукам; его жена тщеславная Китти, которая от скуки и одиночества завела интрижку с лечащим её доктором Талботом; бывшая звезда кино Ларри Рено, увлекающийся алкоголем и дочкой Джорданов Полой; и, наконец, немолодая театральная актриса Карлотта Вэнс, приехавшая из Франции, чтобы решить свои финансовые дела и заодно повидать старого друга Оливера Джордана. Обед назначен, но многочисленные события, происходящие в жизни героев, угрожают сорвать это мероприятие…

## В ролях
- Мари Дресслер — Карлотта Вэнс
- Джон Бэрримор — Ларри Рено
- Лайонел Бэрримор — Оливер Джордан
- Джин Харлоу — Китти Паккард
- Уоллес Бири — Дэн Паккард
- Ли Трейси — Макс Кейн
- Эдмунд Лоу — доктор Уэйн Талбот
- Билли Берк — Миллисент Джордан
- Мэдж Эванс — Пола Джордан
- Джин Хершолт — Джо Стенгел
- Карен Морли — миссис Люси Талбот
- Луиз Клоссер Хейл — Хэтти Лумис
- Филлипс Холмс — Эрнест ДеГрафф
- Грант Митчелл — Эд Лумис
- Элизабет Паттерсон — мисс Коупленд